# Saalfeld (Apenburg-Winterfeld)
Saalfeld ist ein Ortsteil der Gemeinde Flecken Apenburg-Winterfeld im Altmarkkreis Salzwedel in Sachsen-Anhalt.

## Geographie
Saalfeld, ein Rundplatzdorf mit Kirche auf dem Platz, liegt etwa 10 Kilometer südöstlich der Kreisstadt Salzwedel in der Altmark. Westlich des Dorfes fließt die Purnitz.

## Geschichte

### Mittelalter bis Neuzeit
Im Jahre 1310 wird ein Johann de Solvelde im ältesten Stadtbuch von Salzwedel genannt.
Saalfeld wurde 1316 als villa Selvelde erwähnt, als Markgraf Johann drei Höfe im Dorf an den Altar Cyriaci und Luciae in der Stiftskirche des Klosters Heilig-Geist in Salzwedel verkaufte. 1326 wurde eine Roggenpacht in villa Selevelde zur Dotierung eines Altars in der Lorenzkirche in Salzwedel verkauft. Im Landbuch der Mark Brandenburg von 1375 wird das Dorf zweimal aufgeführt. Die erste Nennung ist Czelvelde, die Familien von Bodendieck und von Chüden hatten hier Besitz, ferner der Kaland und das Kloster Heilig-Geist in Salzwedel. Die zweite Nennung ist Selvelde, gehörig der Familie Chüden in Salzwedel, die von der Schulenburg hatten hier Einkünfte. Weitere Nennungen sind 1559 Zcolfelde, 1687 Salvelde und 1804 Saalefeld, ein Dorf mit einem Lehnschulzen, einer Schmiede, Krug und zwei Rademachern.
Links des Weges nach Quadendambeck stand zu Beginn des 20. Jahrhunderts eine Windmühle. Im Südosten des Dorfes im Norden des Waldgebietes Köhnbusch befindet sich eine ehemalige Braunkohlengrube.
Bis ins 19. Jahrhundert war Saalfeld ein Rundlingsdorf.
Bei der Bodenreform wurden 1945 ermittelt: 43 Besitzungen unter 100 Hektar hatten zusammen 618, eine Kirchenbesitzung umfasste 2 Hektar Land, der Gemeinde gehörten 6 Hektar. Im Jahre 1948 wurden 50 Erwerber im Rahmen der Bodenreform aus der Besitzung von der Schulenburg in Rittleben genannt.
Im Jahre 2016 wurde im Ort die 700-Jahr-Feier begangen.

### Herkunft des Ortsnamens
Jürgen Udolph führt den ersten Teil des Ortsnamens auf einen Zetazismus des Anlautes zurück und leitet daraus „kelle, celle“ ab für „Wasserlauf, Teich, Bucht“.
Heinrich Sültmann interpretiert den Namen als „Weidenfeld“ abgeleitet aus dem althochdeutschen „salaha“ oder dem mittelhochdeutschen „solhe“ für „Salweide“, die sicher im Purnitztal reichlich wuchs.

### Eingemeindungen
Ursprünglich gehörte das Dorf zum Arendseeischen Kreis der Mark Brandenburg in der Altmark. Von 1807 bis 1813 lag es im Kanton Groß Apenburg auf dem Territorium des napoleonischen Königreichs Westphalen. Nach weiteren Änderungen kam die Gemeinde 1816 zum Kreis Salzwedel, dem späteren Landkreis Salzwedel.
Am 25. Juli 1952 wurde Saalfeld in den Kreis Kalbe (Milde) umgegliedert. Kurz darauf, am 4. Dezember 1952, wurde die Gemeinde in den Kreis Salzwedel umgegliedert. Am 1. Januar 1974 wurde die Gemeinde Saalfeld in die Gemeinde Altensalzwedel eingemeindet.
Am 1. Juli 2009 schloss sich die Gemeinde Altensalzwedel mit anderen Gemeinden zur Gemeinde Flecken Apenburg-Winterfeld zusammen. So kam Saalfeld am gleichen Tag als Ortsteil zu Apenburg-Winterfeld.

### Einwohnerentwicklung
| Jahr | Einwohner |
| ---- | --------- |
| 1734 | 158       |
| 1774 | 124       |
| 1789 | 130       |
| 1798 | 144       |
| 1801 | 148       |
| 1818 | 125       |

| Jahr | Einwohner |
| ---- | --------- |
| 1840 | 210       |
| 1885 | 232       |
| 1892 | [00]237   |
| 1900 | [00]229   |
| 1905 | 255       |
| 1910 | [00]247   |

| Jahr | Einwohner |
| ---- | --------- |
| 1925 | 257       |
| 1939 | 224       |
| 1946 | 335       |
| 1964 | 246       |
| 1971 | 243       |
| 2015 | [00]110   |

| Jahr | Einwohner |
| ---- | --------- |
| 2018 | [00]114   |
| 2020 | [00]110   |
| 2021 | [00]110   |
| 2022 | [00]112   |
| 2023 | [0]108    |

Quelle, wenn nicht angegeben, bis 1971:

## Religion
Die Reformation wurde im Jahr 1540 eingeführt. Die evangelischen Christen aus Saalfeld gehören zu Kirchengemeinde Altensalzwedel, die zur Pfarrei Altensalzwedel gehörte und die heute betreut wird vom Pfarrbereich Apenburg des Kirchenkreises Salzwedel im Bischofssprengel Magdeburg der Evangelischen Kirche in Mitteldeutschland.

## Kultur und Sehenswürdigkeiten
Die evangelische Dorfkirche Saalfeld ist ein kleiner Feldsteinbau aus dem 13. Jahrhundert, ein Rechtecksaal mit eingezogener Apsis im Osten. Über dem Westgiebel erhebt sich ein neuzeitlicher Fachwerkdachreiter. Die ersten Nennungen als Tochterkirche von Altensalzwedel stammen aus den Jahren 1551 und 1579.

### Vereine
- Die Sportgemeinschaft Saalfeld 46 ist ein 1946 gegründeter Verein, der unter anderem für seine Fußballmannschaft bekannt ist.[23]